# سرملك (مشيز بردسير)
سرملك (بالفارسية: سرملک) هي قرية تقع في إيران في البلدة المركزية. يقدر عدد سكانها بـ 570 نسمة بحسب إحصاء 2016.